# Уильямс, Джонни
Джон Роберт «Джонни» Уильямс (26 марта 1947 — 22 января 2021) — английский футболист, играл на позиции левого защитника.

## Биография
Уильямс начал заниматься футболом в молодёжном клубе «Беннеттс Энд», в 1962 году в возрасте 15 лет он присоединился к академии «Уотфорда». Он стал профессионалом в сентябре 1964 года и провёл 419 матчей за «Уотфорд» в Футбольной лиге, Кубке Англии и Кубке Футбольной лиги. Вместе с командой он выиграл Третий дивизион 1968/69, а в 1970 году сыграл в первом в истории клуба полуфинале Кубка Англии против «Челси» (поражение 5:1). Уильямс забил два гола за «Уотфорд», оба — в сезоне 1971/72.
В 1975 году Уильямс покинул «Уотфорд» на правах свободного агента. Он перешёл в «Колчестер Юнайтед», где провёл 108 матчей в Футбольной лиге, забив один раз. Затем он перешёл в «Маргейт», который выступал в низших лигах. В декабре 1979 года он подписал контракт с «Эббсфлит Юнайтед» и отыграл там два сезона.
Он умер в январе 2021 года.